# 染谷莉亜奈
染谷 莉亜奈（そめや りあな、2003年6月14日 - ）は、日本の女性ファッションモデル、タレントである。『egg』専属モデル。所属事務所はLOVERS。千葉県出身。

## 経歴
2017年からegggirlとして活動し、2020年に第5回専属モデルオーディションでグランプリに輝く。

2024年6月、ABEMAとアソビシステムが主催するオーディション番組「Dark Idol」に参加予定。

## 人物
趣味・特技は習字、カラオケ。
実家はマンションの最上階を丸ごと購入した7LDK。

## 出演

### テレビ
- ノブナカなんなん?（テレビ朝日、2020年12月10日）
- ダウンタウンDX（日本テレビ、2021年4月1日）
- ネタミちゃんとなかまたち「超金持ち女子高生VS超絶貧乏美女のネタミ合戦」（TVer、2021年12月19日）
- ギャルフェス（2022年5月23日 -  、フジテレビ）

### 雑誌
- egg （2020年夏号 - ）
- 週刊プレイボーイ（2022年3月28日号、集英社）